# Hypselistes semiflavus
Hypselistes semiflavus là một loài nhện trong họ Linyphiidae.
Loài này thuộc chi Hypselistes. Hypselistes semiflavus được Ludwig Carl Christian Koch miêu tả năm 1879.